# 欧成中
欧成中（1954年3月—），男，广东中山人，中华人民共和国政治人物，曾任中国民主建国会中央委员会常务委员、天津市委员会主任委员，第九、十、十一届全国政协委员，第十二届全国人大代表。

## 生平
2009年8月，中华职业教育社第十次全国代表大会召开，他出任中华职业教育社第十届理事会常务理事。2013年，被选为第十二届全国人民代表大会天津地区代表。